# Erwin Müller (Politiker, 1931)
Erwin Müller (* 27. Juli 1931 in Differdingen, Luxemburg; † 14. April 2014) war ein deutscher Politiker (SPD).
Erwin Müller war ein Sohn eines Bergarbeiters und besuchte eine Aufbauschule. 1951 trat er der SPD bei. Er wurde zunächst Forstarbeiter und besuchte anschließend die Pädagogische Akademie Trier, die er mit der Ersten und Zweiten Lehrerprüfung abschloss. 1954 wurde er Volksschullehrer in Rheinland-Pfalz. Müller wurde 1964 Stadtrat in Bad Marienberg (Westerwald).
1965 zog Müller nach Berlin um und wurde Hauptschullehrer im Bezirk Reinickendorf. Er wurde Vorsitzender der SPD Reinickendorf. Bei der Berliner Wahl im März 1971 wurde er in das Abgeordnetenhaus von Berlin gewählt und im Juni desselben Jahres als Nachfolger von Eberhard Hesse zum Landesgeschäftsführer der SPD Berlin benannt. Im Mai 1975 wurde Müller von der Bezirksverordnetenversammlung von Reinickendorf zum Bezirksstadtrat für Soziales gewählt, seine Nachfolgerin im Parlament wurde daraufhin die Senatorin Ilse Reichel. 1989 gab er das Amt als Bezirksstadtrat für Gesundheit ab.
Müller war von 1983 bis 1999 Geschäftsführer der Karl-May-Gesellschaft, später Ehrenmitglied der Gesellschaft.